# Toponimi latini dei comuni della provincia di Siena
Questo elenco comprende i toponimi latini dei comuni della provincia di Siena effettivamente usati in epoca classica, medievale e moderna.

## Elenco
| Endonimo italiano      | Toponimo latino principale              | Varianti | Antropotoponimo (nome degli abitanti) | Note                        |
| ---------------------- | --------------------------------------- | --- | ------------------------------------- | --------------------------- |
| Siena                  | Sena Iulia, Sena -ae                    | Saena Iulia, Saena -ae, Senae -arum, Colonia Senensis, Senensium civitas, Senis -is, Sienis -is | Senenses, Saenenses                   | Vedi anche: Storia di Siena |
| Abbadia San Salvatore  | Abbatia Sancti Salvatoris               | | Abbatienses                           |                             |
| Asciano                | Ascianum -i                             | Axianum -i | Ascianenses                           |                             |
| Buonconvento           | Bonus Conventus                         | | Bonusconventini                       |                             |
| Casole d'Elsa          | Casula -ae                              | Casula Elsae, Casula Aelsae | Casulenses                            |                             |
| Castellina in Chianti  | Castellina -ae, Castellina Trivianensis | Castellina Clantiana | Castellinenses                        |                             |
| Castelnuovo Berardenga | Castrum Novum Berardinga                | Castrum Novum Berardenga | Castrumnovenses, Berardingenses       |                             |
| Castiglione d'Orcia    | Castellio Vallis Urciae -ae, Petra -ae  | Castiglio Vallis Urciae, Castrum Castiglionis Vallis Urciae | Castellionenses, Petrini              |                             |
| Cetona                 | Citonia -ae                             | Scitonia -ae, Scitona -ae, Cetona -ae | Citonienses                           |                             |
| Chianciano Terme       | Clancianum -i                           | Clantiana -ae, Clanceanum -i, Chiancianum -i | Clancianenses, Clantianenses          |                             |
| Chiusdino              | Clusdinum -i                            | Cluslinum -i, Clusinum -i, Chiusdinum -i | Clusdinenses, Cluslinenses            |                             |
| Chiusi                 | Clusium -ii                             | Camars, Clusa -ae, Clusae -arum, Clusina civitas, Clusini Castellionis Castrum | Clusini, Clusenses, Clusinenses       |                             |
| Colle di Val d'Elsa    | Collis -is                              | Collis Vallis Elsae | Collenses                             |                             |
| Gaiole in Chianti      | Gaiolae -arum                           | Caiolum -i, Gaiolae Clantianae | Gaiolenses, Caiolenses                |                             |
| Montalcino             | Mons Ilcinus, Ilcinus -i                | Ilcinum -i, Mons Elcinus, Lucinus -i, Mons Lucinus, Mons Alcinus, Mons Lucis, Mons Umbronis, Mons Ilcinensis | Ilcinenses                            |                             |
| Montepulciano          | Mons Politianus                         | Mons Policianus, Mons Polizanensis, Mons Pulcianus, Plutium -ii, Mons Politiani | Politianenses, Polizanenes            |                             |
| Monteriggioni          | Mons Regionis                           | Castrum Montis Regionis | Monsregionenses                       |                             |
| Monteroni d'Arbia      | Monterone -is, Castrum Monteronis       | Monterone Vallis Arbiae, Castrum Monteronis Logriffi, Montarone -is, Mons Ronis | Monteronenses                         |                             |
| Monticiano             | Monticianum -i                          | Castrum Monticiani, Montisianum -i | Monticianenses                        |                             |
| Murlo                  | Murlum -i                               | Murulus -i, Murulus Episcopati | Murlenses et Episcopatini             |                             |
| Piancastagnaio         | Planus Castanearius                     | Planus -i | Planenses                             |                             |
| Pienza                 | Pientia -ae                             | Corsignanum -i, Corsiniamum -i | Pientini                              |                             |
| Poggibonsi             | Podium Bonitii                          | Podium Bonici, Podiobonicum -i, Podium Bonisii, Podium Bonitii, Podium Bonizi, Podium Bonizii, Podium Bonzi, Poggium Bonitii, Pogibonsi Burgus, Podium Bonitium, Poggium Bonitii, Poggium Bonitium, Podium Bonitii et Marturi | Bonitienses, Podiumbonitienses        |                             |
| Radda in Chianti       | Radda -ae                               | Castrum Radda, Rada -ae, Radda Clantiana | Radenses                              |                             |
| Radicofani             | Radicofanum -i                          | Radicofanum Altum, Raticofanum Castrum, Castrum Radicofilis | Radicofanenses                        |                             |
| Radicondoli            | Radicundulum -i                         | Radicondulum -i, Radicundulis -is, Castrum Radicondoli -i | Radicundulenses                       |                             |
| Rapolano Terme         | Rapolanum -i                            | Rapolanus -i, Rapulanum -i | Rapolanenses                          |                             |
| San Casciano dei Bagni | Balnea Clusina                          | Clusina -ae, ad Balnea Clusina, Curtis de Bagno, Fanum Sancti Cassiani ad Balnea | Cassianenses                          |                             |
| San Gimignano          | Fanum Sancti Geminiani                  | Fanum Sancti Giminiani | Geminianenses, Geminianopolitani      |                             |
| San Giovanni d'Asso    | Castrum Vetus de Sancto Iohanne in Asso | Castrum Sancti Iohannis ad Assum, Fanum Sancti Ioannis in Asso | Iohannenses                           |                             |
| San Quirico d'Orcia    | Fanum Sancti Quirici in Nosenna         | Fanum Sancti Quirici Fanum, Sancti Quirici in Nosinna, Fanum Sancti Clerici | Quiricenses                           |                             |
| Sarteano               | Sarteanum -i                            | Vicus Sarturianus, Fontes Clusinae | Sarteanenses                          |                             |
| Sinalunga              | Asinalonga -ae                          | Sina Iulia, Sina Julia, Mansio ad Mensulas | Asinalongenses                        |                             |
| Sovicille              | Sufficillum -i                          | Sufficulum -i, Sub Ficinulae | Sufficillenses                        |                             |
| Torrita di Siena       | Turrita -ae                             | Turrita Senensis, Torrita -ae, ant.te Manliana -ae | Turritenses                           |                             |
| Trequanda              | Trequanda -ae                           | Treguanda -ae | Trequandini                           |                             |